# Oberankenreute
Oberankenreute ist ein Ortsteil der baden-württembergischen Gemeinde Schlier im Landkreis Ravensburg und liegt an der L 317 zwischen Weingarten und Wolfegg.

## Geschichte
Der Ort wurde erstmals im 12. Jahrhundert als Wohnplatz mit dem Namen Anckinruti erwähnt. Um 1270 hatten die Herren von Ankenreute dort ihre Burg. 1275 wird Oberankenreute mit dem Namen Oberanchenruti und der Nachbarort Unterankenreute Nideren Anchenruti genannt. Zur damaligen Zeit gehörte der Ort den Herren von Ankenreute, welche Anfang des 13. Jahrhunderts nach Ravensburg übersiedelten und 1578 ausstarben, und teilweise dem Kloster Weingarten. Nach der Säkularisation 1796 wurde die heutige Gemeinde Schlier gebildet und der Ort gehörte fortan zu dieser.